# Zaglik
Zaglik (in armeno Զագլիկ?, in azero Zəylik) è una comunità rurale del distretto di Tərtər, in Azerbaigian, fino al 2024 appartenente alla regione di Martakert nella repubblica dell'Artsakh (già repubblica del Nagorno Karabakh).
Il paese, che nel 2005 contava circa duecento abitanti, si trova sulla sponda sinistra del bacino idrico di Sarsang.